# Scott Steindorff
Robert Scott Steindorff (Stillwater, Minnesota, 2 september 1959) is een Amerikaanse en bekroonde film- en televisieproducent, gespecialiseerd in het bewerken van literaire bestsellers voor films.
Steindorff studeerde theaterproductie en vastgoedfinanciering aan de Arizona State University.

## Stone Village Productions
In 1998 bundelde Steindorff zijn krachten met enkele zakenlui uit Las Vegas (Andrew Molasky, Robin Greenspun en Danny Greenspun) om Stone Village Pictures, LLC op te richten, een productiemaatschappij voor films.
Als producent is Scott Steindorff bekend als de Boekenman van Hollywood, omdat hij ervoor gekozen heeft om hoogwaardige literaire bestsellers te verfilmen. Zijn producties omvatten werk van Philip Roth, Richard Russo, Gabriel Garcia Marquez, T.C. Boyle, Michael Connelly en Michail Boelgakov.
Steindorff is bestuurder van het International Institute of Modern Letters, een non-profitorganisatie gericht op de promotie, de bescherming en het behoud van literatuur.

## Producties
- 2003: The Human Stain, gebaseerd op de roman van Philip Roth, geregisseerd door Robert Benton, met Anthony Hopkins, Nicole Kidman en Ed Harris
- 2003-2005: Las Vegas, NBC-televisieserie gecreëerd door Gary Scott Thompson, met onder meer James Caan en Josh Duhamel
- 2005: Empire Falls, HBO-miniserie, gebaseerd op de roman van Richard Russo, geregisseerd door Fred Schepisi, met Ed Harris, Helen Hunt, Paul Newman en Joanne Woodward
- 2006: Penelope, geregisseerd door Mark Palansky, met Christina Ricci, James McAvoy en Reese Witherspoon.
- 2007: Love in the Time of Cholera, gebaseerd op de roman Liefde in tijden van cholera van Gabriel Garcia Marquez, geregisseerd door Mike Newell, met Javier Bardem, Giovanna Mezzogiorno en Benjamin Bratt
- 2011: The Lincoln Lawyer, gebaseerd op de roman van Michael Connelly, geregisseerd door Brad Furman, met Matthew McConaughey, Ryan Phillippe, William H. Macy en Marisa Tomei

## Onderscheidingen
De minireeks Empire Falls, die in mei 2005 door HBO werd uitgezonden, behaalde 10 Emmy Award nominaties en een Golden Globe Award voor de beste miniserie of televisiefilm.

## Trivia
- Steindorff heeft zich veel moeite getroost om de rechten te verwerven voor de verfilming van Liefde in tijden van cholera van Gabriel Garcia Marquez. Drie jaar lang heeft hij de auteur ermee achtervolgd, terwijl hij zei dat hij zou doen zoals het personage Florentino uit het boek, en dus niet zou opgeven tot hij de rechten had.